# 齐玉
齐玉（1961年4月—），男，汉族，陕西吴起人。1982年12月加入中国共产党，1983年7月参加工作。西北政法学院（现西北政法大学）哲学专业毕业，中共中央党校研究生学历，中共二十届中央委员。

## 仕途经历

### 地方组织部
历任中共陕西省委组织部调研员，中共中央组织部《党建研究》杂志社副处级干部、组长、编辑室主任、副主编、主编等职务。
2003年，任中共太原市委副书记。2004年，任中央组织部党建研究所所长。
2007年11月，任中共青海省委常委、组织部长。
2013年5月，任中共吉林省委常委、组织部长。

### 中央组织部
2015年12月，任中共中央组织部副部长。2018年2月24日，当选为第十三届全国人大代表。
2018年3月，担任第十三届全国人民代表大会常务委员会委員和全国人民代表大会监察和司法委员会委员。4月，担任第十三届全国人民代表大会常务委员会代表资格审查委员会副主任委员。

### 外交部
2019年1月，接替屆齡退休的张业遂任外交部党委书记、部机关党校校长。他是外交部党委行政主官分置以来，首个出身非外交系统的党委书记。